# Kara-Suu
Kara-Suu – miasto w Kirgistanie, w obwodzie oszyńskim liczące w 2009 roku 20 862 mieszkańców. Miasto jest ważnym ośrodkiem importowym chińskich towarów dostarczającym produkty dla południowej części kraju oraz Uzbekistanu i Tadżykistanu.